# 北顿涅茨克市镇
北顿涅茨克市级市镇（烏克蘭語：Сєвєродонецька міська громада）是乌克兰卢汉斯克州北顿涅茨克区的市镇，行政中心为北頓涅茨克。市镇面积为712.8平方公里，2015年人口数量为117,099人。

## 居民点
该市镇包括一个城市（北頓涅茨克）、7个镇和12个村庄。
- 部分镇：博里夫斯凱、沃羅諾韋、梅乔尔奇内、錫羅蒂內
- 部分村庄：博布羅韋、博羅文基、哈夫里利夫卡、胡济伊夫卡、叶皮法尼夫卡、下蘇霍迪爾、亞歷山德里夫卡、普爾迪夫卡、斯莫利亞尼諾韋、恰巴尼夫卡